# 式三番

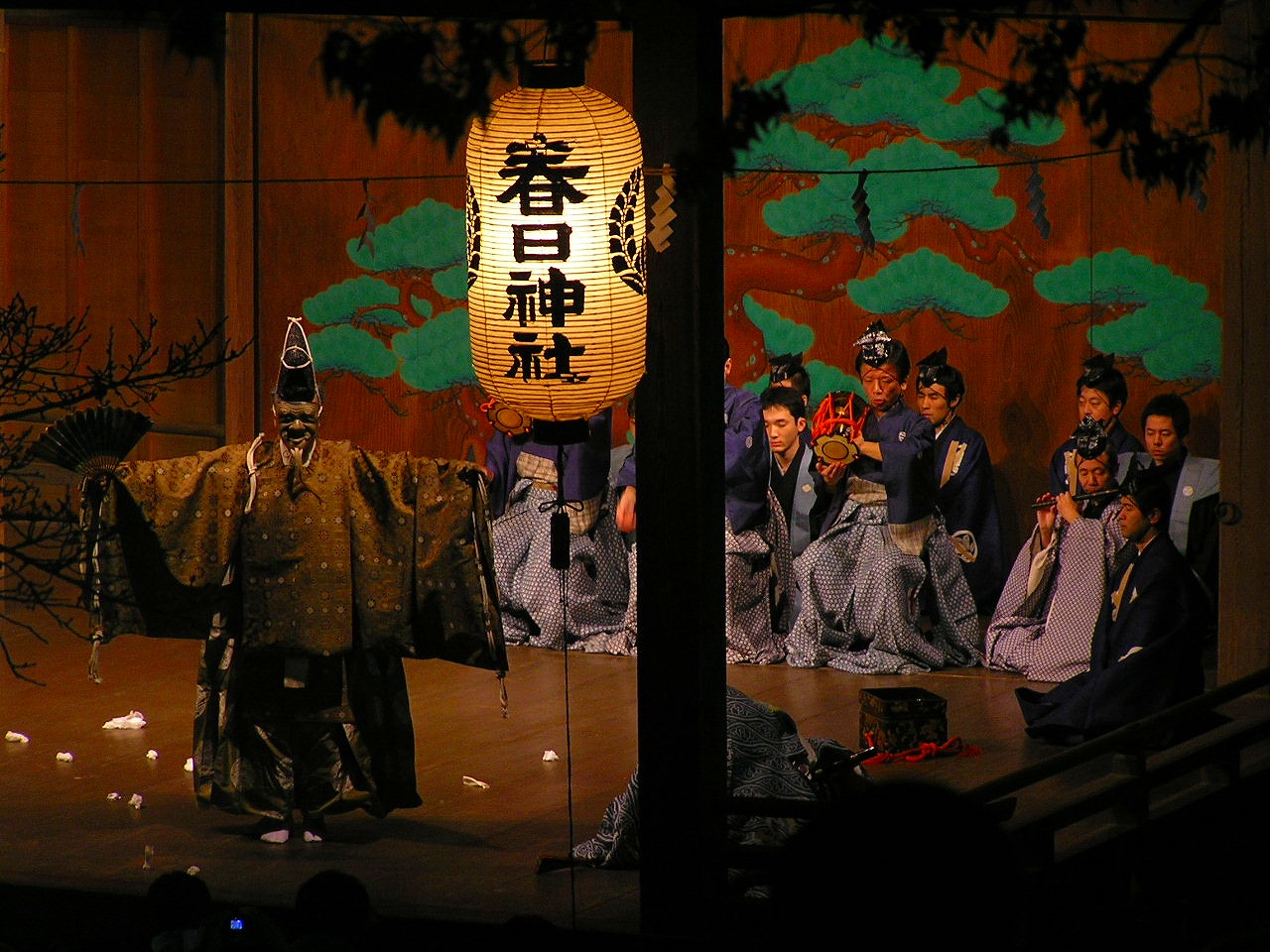
春日神社 (丹波篠山市)奉納的「翁」

式三番（しきさんば）是與能、狂言共同構成能樂的特殊日本傳統藝能之一。
除了作為能樂演目外，也被歌舞伎舞踊、日本舞踊等其他藝能採擷，亦作為各地的鄉土藝能・神事等被保存在全日本各地，是傳播非常廣泛的一項藝能。作為能樂演目時一般稱為「翁」。

## 概要
式三番保留了在能樂（猿樂）建立以前的翁猿樂（戴上老人面具，作為神祗跳舞、誦讀祝福之詞的藝能）樣式。根據8世觀世鐵之丞，原本就是祈禱五穀豐收的農村行事，翁是集落年長者的象徴、千歲是青年的象徴、三番叟則是農民的象徴。
父尉（ちちのじょう）・翁（おきな）・三番猿樂（三番叟（さんばそう）、大藏流稱三番三）及風流所構成，因為連續上演父尉・翁・三番猿樂而得到式三番之名稱。室町時代以後父尉省略，翁由能樂師出演、三番叟由狂言師擔任。三個部分皆沒有情節內容，而是由老體神現身祝禱天下泰平・國土安穩・五穀豊穰的神事内容。在演出五番立（ごばんだて）時，會先於脇能演出，作為整個表演的祝言（しゅうげん）。
式三番需要的演員為：翁役的大夫（仕手方）、千歲役（上掛為仕手方、下掛為狂言方）、三番叟役（狂言方）、面箱持役（只在上掛出現。狂言方。三番叟之段作為問答的對方）、笛方、小鼓方3名、大鼓方總計8或9名之外，還有地謠、後見等。
能樂中的式三番是極為神聖、重要的曲目。根據流儀有所不同，但不論是無經驗者、有經驗者或是女性，在出演上還是有一定限制（女性、年齡限制等）。此外上演的表演者須在一定期間內進行稱為別火（べっか）的齋戒（特別是不可以與女性使用同樣的火），在演出當日於鏡間設置祭壇，登上舞台前各演員進行盃事與切火清潔自身等，至今仍有許多特殊的習慣（根據流儀不同也有在開演前於舞台進行切火者）。
1964年（昭和39年）發現的金春禪竹所著能樂理論書「明宿集」中，能看到論述「翁」的部分。禪竹寫下翁是捕捉了「掌管猿能中能的世界的存在」。扮成老人的姿態，也是人類眼中只有在無意識的狀態下才看得到的存在。亦即若是有意識地去尋找時便看不見的存在。在同書中也記載翁其實是「宿神」，也是如同連結人世與彼世的精靈一般的存在。

## 上演形態
現在最普遍上演的式三番由以下形態組成。
1. 序段

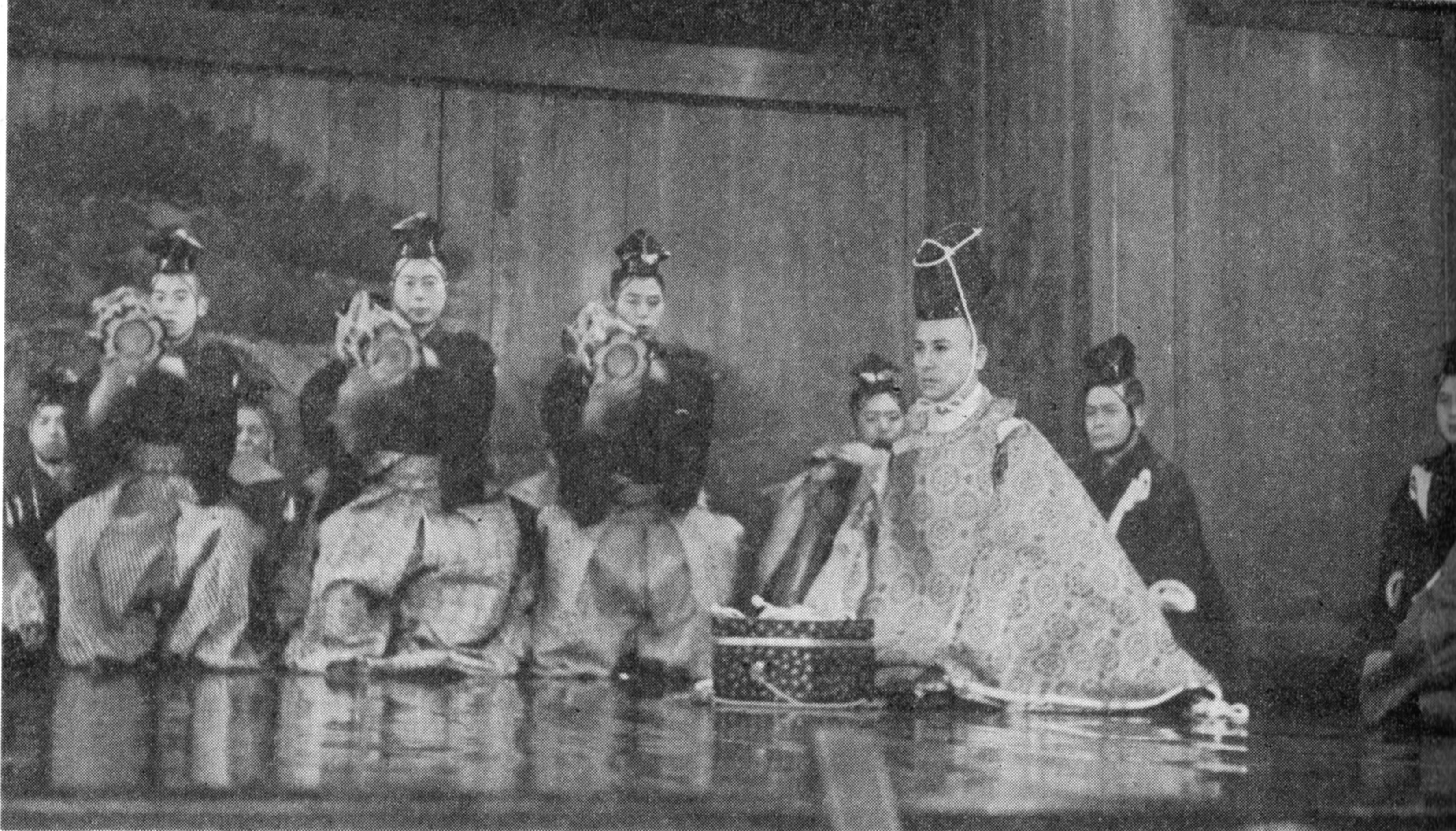
観世左近の勤める「翁」（1939年）

  1. 就座（座着き）：在笛的前奏中演員於舞台登場。
  2. 總序呪歌（総序の呪歌）：一座的大夫吟詠（謡う）對式三番全體祝言呪歌。
2. 翁之段
  1. 千歲之舞：作為翁的露払役的年輕人跳舞。
  2. 翁之呪歌：翁吟詠祝言呪歌。
  3. 翁之舞：翁跳祝言之舞。
3. 三番叟之段
  1. 揉之段：三番叟自身跳露払役之舞。
  2. 三番叟の呪歌：三番叟與千歲以問答的形式吟詠祝言呪歌。
  3. 鈴之段：由後見傳上鈴，三番叟跳祝言之舞。

裝束上的規定，翁一開始是直面、翁烏帽子、襟為白2枚、著付為白練、指貫（下有込大口）、翁狩衣、腰帶、翁扇。後為白式尉面（白紐）。千歲為侍烏帽子、襟為赤、著付為段厚板、千歲直垂上下（下有込大口）、小刀、神扇。三番叟一開始是直面、侍烏帽子、著付為厚板、三番叟直垂上下（下有込大口）、三番叟扇。後為劍先烏帽子、黑式尉面、鈴。面箱持的裝束與千歲相同、此外有面箱。囃子方、地謠方、後見方為侍烏帽子、熨斗目、素袍上下、扇子（但囃子方之後見役為熨斗目，有時只有裃）。

### 「翁付」
有時會在「翁」之後連續演出「高砂」、「養老」、「鶴龜」、「竹生島」「老松」等能（脇能），並由相同演員出演，這種形式稱為「翁付」（翁付き）。「翁付」皆演出具有祝福含義的演目，採用這種形式的演能也被認為是格式最高的演能。之後有時也會連續演出有祝福含義的「脇狂言」，而囃子方需要在舞台上持續演出約3小時，在體力上的要求相當高。太鼓方在「翁」沒有出場機會，脇能中也大多只有後場需要演奏，常常需要長時間坐著。

## 鄉土藝能的式三番
除了吸收、統合了大和猿樂，在江戶時代武家社會中擔任式樂手的猿樂演員以外，在日本各地也有不少繼承了式三番的民間藝能。這種類型的式三番，現在仍然作為鄉土藝能演出。例如被指定爲東京都無形民俗文化財的檜原村小澤鄉的小澤式三番、笹野鄉的笹野式三番、岩手縣平泉町白山神社傳承的古實式三番等。

## 註腳
1. ↑  翁猿楽 （页面存档备份，存于）kotobank
2. ↑  Inc, NetAdvance Inc NetAdvance. . JapanKnowledge.   [2020-10-21]. （原始内容存档于2020-10-23）.
3. ↑  . 文化デジタルライブラリー.   [2020-10-21]. （原始内容存档于2021-02-19）.
4. ↑  . 能・演目事典.   [2020-10-21]. （原始内容存档于2021-05-09）.
5. ↑  . 銕仙会.   [2020-10-21]. （原始内容存档于2021-05-07）.
6. ↑  . 能絵をみる. 立命館大学アート・リサーチセンター.   [2020-10-22]. （原始内容存档于2020-10-24）.
7. ↑  瀬崎久見子. . 日本経済新聞 電子版. 2020-03-27  [2020-10-21]. （原始内容存档于2021-10-21） （日语）.
8. ↑  . 毎日新聞. 2020-04-09  [2020-10-22]. （原始内容存档于2020-10-24） （日语）.
9. ↑  .   [2020-10-21]. （原始内容存档于2021-05-12）.
10. ↑  .   [2020-10-21]. （原始内容存档于2021-05-12）.

## 關連項目
- 翁
- 翁舞
- 車大歲神社翁舞
- 奈良豆比古神社翁舞